# Astragalus crenatus
Astragalus crenatus — вид квіткових рослин з родини бобових (Fabaceae). Ареал охоплює такі країни: Марокко, Алжир, Туніс, Лівія, Єгипет, Саудівська Аравія, Ізраїль, Йорданія, Сирія, Ірак, Туреччина, Азербайджан, Туркменістан, Узбекистан, Іран, Афганістан, Пакистан.

## Середовище
Це однорічна трав'яниста рослина, що росте на гірських схилах або в кратерах (мулисто-піщаних западинах) на висоті від 2050 до 2750 метрів. Наразі немає відомих серйозних загроз для цього виду.